# Abd el-Kader
Abd el-Kàder (in arabo عبدالقادر الجزائري‎?, ʿAbd al-Qādir al-Jazāʾirī, ossia ʿAbd al-Qādir l'Algerino; Mascara, 6 settembre 1808 – Damasco, 26 maggio 1883) è stato un militare e politico algerino.

## Biografia
Suo padre era uno sceicco dell'ordine sufi della Qadiriyya, e ʿAbd al-Qāder ricevette di conseguenza un'accurata educazione religiosa musulmana.
Viaggiò a Mecca, Damasco e Baghdad e fu impressionato dalle riforme attraverso le quali il wālī Mehmet Ali emancipava l'Egitto dall'Impero ottomano. Tornò in Algeria qualche mese prima dell'invasione francese del 1830.
In meno di due anni divenne un comandante (amir, emiro) e guidò una ribellione di varie tribù, riportando molte vittorie tattiche.
Il 20 maggio 1837 firmò con il generale Bugeaud, comandante del corpo di spedizione francese (e poi governatore generale dell'Algeria dal dicembre 1840 al luglio 1847), il trattato di Tafna. Con questa convenzione (che fu in seguito all'origine di diversi malintesi) la Francia riconosceva la sua autorità sul sultanato dell'Algeria occidentale (tranne Orano, Arzew, Mostaganem e Mazagran), sul sultanato del Titteri e sulla provincia di Algeri, tranne le città di Algeri e di Blida, la pianura di Mitidja e il Sahel algerino. In questi territori, che costituivano i due terzi dell'Algeria, ʿAbd al-Qāder cercò di organizzare uno stato teocratico, con il Corano come legge suprema.
Quando volle annettere Costantina, nominandovi un suo rappresentante (il termine arabo khalīfa non ha nulla a che vedere con la suprema magistratura dell'Islam classico), la Francia organizzò una spedizione, detta delle "Porte di ferro", che ʿAbd al-Qāder considerò una violazione del trattato di Tafna. Da quel momento, la guerra riprese con violenza, divenendo un'efficace guerriglia in tutto l'ovest dell'Algeria che durò fino al 1842.
ʿAbd el-Kàder non riuscì tuttavia ad unire berberi e arabi.

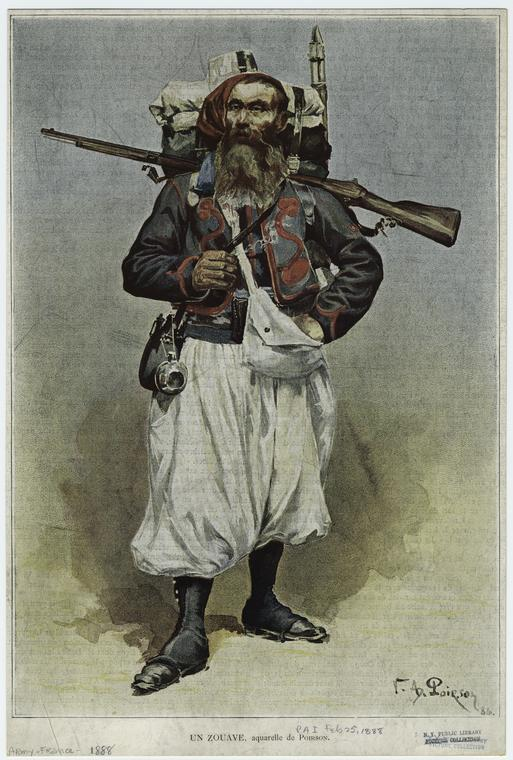
Zuavo.

La guerra ebbe una svolta con la nomina del maresciallo Bugeaud a governatore generale d'Algeria nel 1842. Questi cambiò completamente la tattica dell'esercito francese, sostenuto da numerose truppe algerine, sia regolari (zuavi o, dal termine persiano passato al turco, spahi) che irregolari (i goum[s], mercenari marocchini). La nuova tattica fu praticamente un'antiguerriglia, fondata su azioni di disturbo miranti a tagliare i rapporti degli insorti con la loro base.
L'emiro fu respinto verso gli altopiani aridi con la sua capitale nomade di circa 30 000 persone (la smala). Con la presa della «smala» da parte del duca d'Aumale (quarto figlio di Luigi Filippo), ʿAbd al-Qāder subì un grave rovescio il 16 maggio 1843, nella regione di Boghar.
Riunito ciò che restava dei suoi combattenti, cercò di mettersi sotto la protezione del sultano del Marocco. Questi, che aveva delle mire sull'Ovest algerino, intervenne, ma fu anch'egli sconfitto presso Oujda il 14 agosto 1844.
Con il successivo trattato di Tangeri, ʿAbd al-Qāder fu dichiarato fuorilegge sia in Algeria che in Marocco, e fu definita la frontiera tra i due paesi. ʿAbd al-Qāder tentò di rilanciare la rivolta nel 1847, ma non riuscendo a radunare le tribù berbere della Cabilia, dovette rifugiarsi in Marocco.
Attaccato dalle truppe marocchine, accettò di arrendersi il 21 dicembre 1847, in cambio dell'impegno del duca di Aumale di essere trasferito nell'oriente musulmano (Mashriq).
Inizialmente l'impegno non fu però onorato, e ʿAbd al-Qāder fu esiliato in Francia, prima a Tolone, poi a Pau e infine nel castello di Amboise.
Napoleone III andò a trovarlo e, curiosamente, l'Imperatore e il combattente detenuto simpatizzarono. Le visite quindi si ripeterono regolarmente e i punti di vista si confrontarono. Alla fine, i due avevano raggiunto un'ottima intesa.

La moschea degli Omayyadi di Damasco.

Dopo aver giurato di rinunciare a turbare l'ordine coloniale, nel novembre 1852, ‛Abd al-Qāder fu rilasciato, diretto a Damasco, dove insegnò teologia nella moschea degli Omayyadi. Nel luglio 1860 una fiammata di scontri settari si propagò dal Libano a Damasco. I Drusi attaccarono i quartieri cristiani facendo più di 3 000 morti. L'emiro ʿAbd al-Qāder intervenne per fermare il massacro e protesse la comunità di 15 000 cristiani damasceni e gli europei che vivevano in città, grazie alla propria influenza sui dignitari di Damasco.
Aveva ormai più di cinquant'anni. Ricevette per questo la Legion d'onore e una buona pensione. Passò il resto della sua vita a scrivere, soprattutto di filosofia.
Il 18 giugno 1864 fu iniziato in Massoneria nella Loggia Le Piramidi, all'Oriente del Cairo, riunita per l'occasione ad Alessandria d'Egitto.
Per la Francia coloniale dell'epoca, fu il modello del nativo illuminato che aveva compreso la vocazione civilizzatrice della colonizzazione e collaborava con la Francia dopo averla combattuta con onore.
Per gli Algerini, ʿAbd al-Qāder è il padre della nazione algerina, l'eroe che si è arreso solo per preservare gli Algerini da una guerra ineguale e perduta in partenza.